# شاپتول
شاپتول (به لاتین: Shaptul) یک منطقهٔ مسکونی در چین است که در شهرستان جیاشی واقع شده‌است. شاپتول ۲۳۶ کیلومتر مربع مساحت و ۲۸٬۹۴۴ نفر جمعیت دارد.